# Marzena Diakun

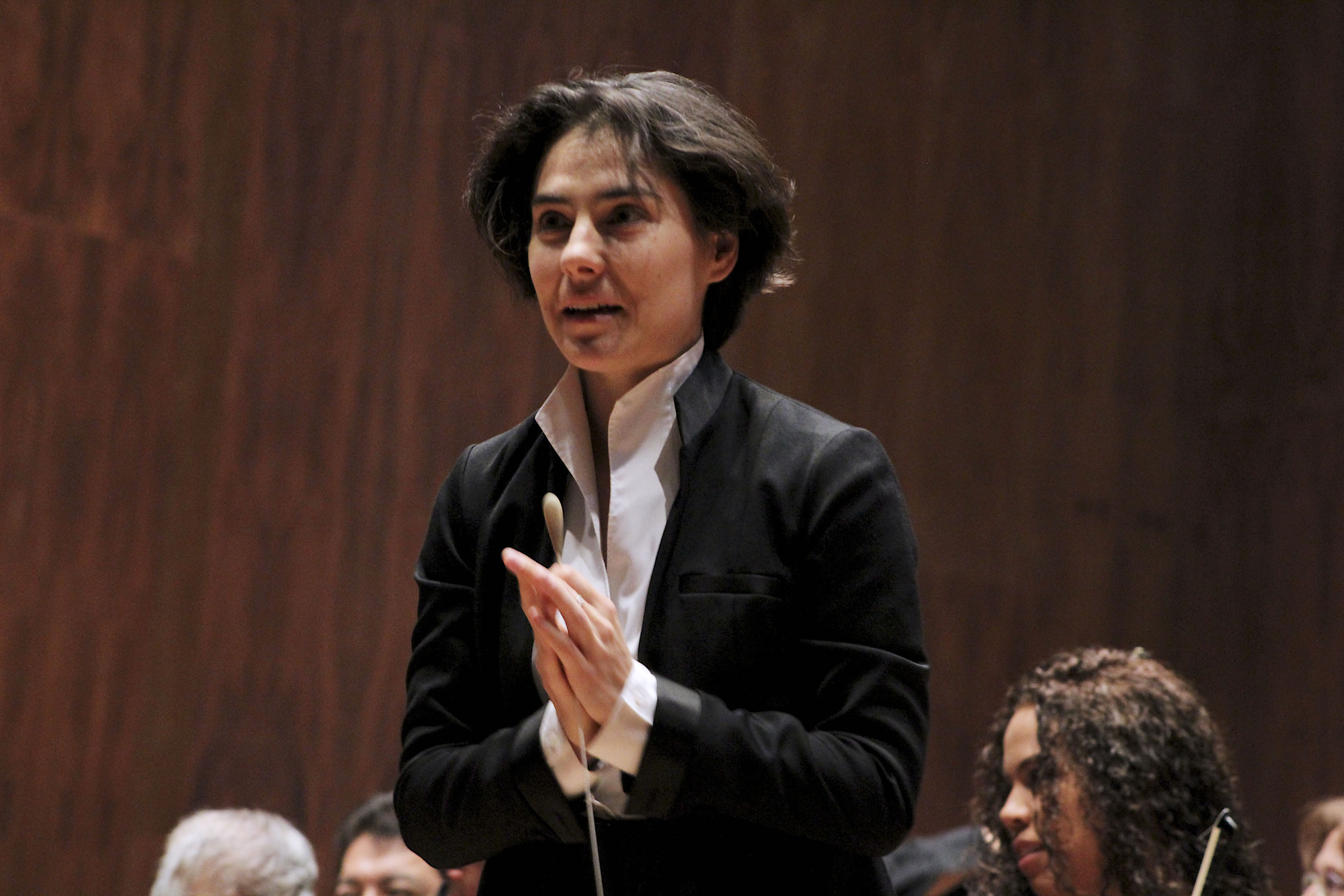
Marzena Diakun in Mexiko-Stadt (2018)

Marzena Diakun (* 1981 in Koszalin) ist eine polnische Dirigentin.

## Leben
Diakun begann ihr Musikstudium an der Grażyna-Bacewicz-Musikschule in Koszalin. 2005 absolvierte sie mit Auszeichnung ein Dirigier-Studium an der Karol-Lipiński-Musikakademie Breslau bei Mieczysław Gawroński.
Als Dirigentin debütierte sie im 2. Studienjahr: Sie leitete das Finalkonzert des 17. Internationalen Schlagzeugmusik-Festivals mit der Koszaliner Philharmonie. Im folgenden Jahr wurde sie Assistentin von Jerzy Maksymiuk, dem Chefdirigenten dieses Orchesters. 2006 setzte sie ihr Studium an der Universität für Musik und darstellende Kunst Wien bei Uroš Lajovic fort. 2006 wurde sie Assistentin Andrey Boreykos beim Berner Symphonieorchester. Sie trat als Dirigentin in Deutschland, Schweiz, Dänemark und China auf. Als Gastdirigentin leitete sie viele internationale Sinfonieorchester, u. a. das Tschechische Rundfunkorchester, das Orchestre National de Lyon, das Orquestra Sinfônica do Estado de São Paulo, das Bournemouth Symphony Orchestra und die Jenaer Philharmonie.
Sie studierte auch bei Gabriel Chmura, Kurt Masur, Colin Metters, Howard Griffiths, David Zinman und Pierre Boulez. 2010 promovierte sie an der Musikakademie Krakau bei Tomasz Bugaj. Seit 2011 unterrichtet sie an der Breslauer Musikakademie am Lehrstuhl für Symphonie-und-Oper-Dirigentur.
Im Zeitraum von 2009 bis 2012 leitete sie das spanische Musikensemble für zeitgenössische Musik „Smash Ensemble“, das viele Uraufführungen der Werke spanischer Komponisten in Spanien, Portugal, Deutschland und Litauen präsentierte.
Sie war von September 2015 bis 2017 Assistentin des Chefdirigenten Mikko Franck beim Orchestre Philharmonique de Radio France. Im Mai 2025 folgt sie Benjamin Shwartz als Chefdirigentin der Rheinischen Philharmonie Koblenz.

## Preise und Auszeichnungen
Sie wurde als erste Polin 2012 mit dem 2. Preis am Internationalen Grzegorz-Fitelberg-Dirigentenwettbewerb in Katowice ausgezeichnet. Sie erhielt den 2. Preis am 59. Wettbewerb des Prager Frühlings 2007.
2015 erhielt sie während des Tanglewood Music Festivals ein Stipendium der Boston Symphony Orchestra.